# David Bisconti
David Bisconti (Rosario, Argentina, 22 de setembre de 1968) és un exfutbolista argentí. Va disputar 5 partits amb la selecció de l'Argentina.

## Clubs
| Club                 | País      | Any         |
| -------------------- | --------- | ----------- |
| Rosario Central      | Argentina | 1988 - 1993 |
| Yokohama F. Marinos  | Japó      | 1993 - 1996 |
| Universidad Católica | Xile      | 1997 - 1998 |
| Badajoz              | Espanya   | 1998 - 1999 |
| Gimnasia (J)         | Argentina | 1999 - 2000 |
| Avispa Fukuoka       | Japó      | 2000 - 2002 |
| Sagan Tosu           | Japó      | 2002        |